# Google Summer of Code
Google Summer of Code é um evento internacional da Google, que acontece anualmente desde 2005, no qual a Google fornece bolsas, de acordo com a paridade do poder de compra do país que o estudante pertence, para todos os estudantes que completem com sucesso um projeto de código de um software de código livre e aberto durante o verão do hemisfério norte. O programa é aberto para estudantes a partir de 18 anos.
Em 2007, o programa recebeu perto de 6.200 softwares dos mais variados projetos, alguns dos projetos são o Debian, Ubuntu, GNOME, incluindo também o software da Wikipédia, o MediaWiki. Em 2014, o Google anunciou que 190 organizações participariam neste ano, e 1,307 propostas de alunos seriam aceitas.